# Bas-Intyamon
Bas-Intyamon ist eine politische Gemeinde im Greyerzbezirk des Kantons Freiburg in der Schweiz. Die Gemeinde entstand am 1. Januar 2004 durch den Zusammenschluss der früher selbständigen Gemeinden Enney, Estavannens und Villars-sous-Mont. Die Gemeindeverwaltung befindet sich in Enney.

## Geographie

Luftbild (1964)

Bas-Intyamon (Ortsteil Enney) liegt rund 6 km südsüdöstlich des Bezirkshauptortes Bulle (Luftlinie). Die Gemeinde befindet sich in der Haute-Gruyère, im Intyamon genannten Tal der Saane (französisch: Sarine), in den Freiburger Alpen östlich des Moléson.
Die Fläche des 33,3 km² grossen Gemeindegebiets umfasst einen Abschnitt der Haute-Gruyère in den Freiburger Alpen. Den zentralen Teil des Gebietes bildet das sich in Süd-Nord-Richtung erstreckende Saanetal mit einer bis zu 1,5 km breiten flachen Talniederung. Von Westen fliessen der Saane die Bäche Rio di Prâ, Ruisseau d'Afflon und Ruisseau du Bry zu, welche den linken Talhang in verschiedene Vorberge des Moléson-Massivs untergliedern, darunter La Vudalla (1669 m ü. M.) und Vanil Blanc (1572 m ü. M.). Im Westen reicht das Gebiet bis in das Tal der Albeuve, die am Nordhang des Moléson entspringt.
Östlich der Saane erstreckt sich der Gemeindeboden über die angrenzende Bergkette mit Dent du Chamois (1839 m ü. M.), Dent du Bourgo (1909 m ü. M.) und Les Merlas (1907 m ü. M.) bis in das Motélontal. Der Motélon, ein südlicher Seitenbach des Jaunbachs, bildet die Ostgrenze. In diesem Tal befinden sich die abgelegenen Alpen Varvalanna und Porcheresse. Oberhalb von Porcheresse wird auf dem Kalkgipfel der Dent de Folliéran mit 2340 m ü. M. der höchste Punkt von Bas-Intyamon erreicht. Die nördliche Grenze gegen das Becken von Bulle verläuft durch eine Engstelle des Saanetals und über den östlich anschliessenden Felsgrat der Dent du Chamois. Von der Gemeindefläche entfielen 1997 3 % auf Siedlungen, 39 % auf Wald und Gehölze, 48 % auf Landwirtschaft, und etwas mehr als 10 % war unproduktives Land.
Bas-Intyamon besteht aus den Dörfern Enney (718 m ü. M.), Villars-sous-Mont (758 m ü. M.) und Estavannens, das sich aus Estavannens-Dessous (770 m ü. M.) und Estavannens-Dessus (798 m ü. M.) zusammensetzt. Daneben gehören die Weiler La Chenau (807 m ü. M.) am Ruisseau du Bry in der Mulde westlich von Enney und Afflon (740 m ü. M.) auf dem Schwemmkegel des Ruisseau d'Afflon am westlichen Rand des Saanetals sowie zahlreiche Einzelhöfe und Alphütten zur Gemeinde. Nachbargemeinden von Bas-Intyamon sind Greyerz, Val-de-Charmey, Grandvillard und Haut-Intyamon.

## Bevölkerung
Mit 1701 Einwohnern (Stand 31. Dezember 2023) gehört Bas-Intyamon zu den mittelgrossen Gemeinden des Kantons Freiburg. Von den Bewohnern sind 95,4 % französischsprachig, 2,1 % deutschsprachig, und 1,5 % sprechen Albanisch (Stand 2000). Die Bevölkerungszahl von Bas-Intyamon belief sich 1900 auf 792 Einwohner. Im Lauf des 20. Jahrhunderts nahm die Bevölkerungszahl tendenziell eher ab und erreichte 1960 mit 684 Einwohnern einen vorübergehenden Tiefststand. Seither wurde eine deutliche Bevölkerungszunahme (insbesondere seit 1980) verzeichnet.
Bevölkerungsentwicklung:
| Jahr        | 1900 | 1960 | 2000 | 2004                       | 2010 | 2015 | 2020 | 2023 |
| ----------- | ---- | ---- | ---- | -------------------------- | ---- | ---- | ---- | ---- |
| Einwohner   | 792  | 684  | 946  | keine Angaben              | 1114 | 1291 | 1555 | 1701 |
| Bemerkungen |      |      | **   | Zusammenschluss 01.01.2004 |      |      |      |      |

** davon Enney 459, Estavannens 280, Villars-sous-Mont 207

## Wirtschaft
Bas-Intyamon war bis Mitte des 20. Jahrhunderts ein vorwiegend durch die Landwirtschaft geprägtes Dorf. Im 19. Jahrhundert spielte auch die Strohflechterei eine wichtige Rolle. Noch heute haben die Viehzucht und die Milchwirtschaft (für die Herstellung von Greyerzer Käse) und in geringerem Mass der Ackerbau eine wichtige Bedeutung in der Erwerbsstruktur der Bevölkerung. Die Gemeinde besitzt ausgedehnte Alpweiden zur Sömmerung des Viehbestandes. Weitere Arbeitsplätze sind im lokalen Kleingewerbe und im Dienstleistungssektor vorhanden. In Bas-Intyamon haben sich seit den 1980er-Jahren kleinere Betriebe der Nahrungsmittel- und Möbelindustrie, der Elektronik sowie mechanische Werkstätten, Schreinereien und ein Betonwerk niedergelassen. Mehrere Kiesgruben werden im Saanetal ausgebeutet. In Villars-sous-Mont befindet sich das Alters- und Pflegeheim für die Gemeinden der Haute-Gruyère. In den letzten Jahrzehnten hat sich Bas-Intyamon auch zu einer Wohngemeinde entwickelt. Zahlreiche Erwerbstätige sind deshalb Wegpendler, die in den Regionen Bulle und Freiburg arbeiten.

## Verkehr
Die Gemeinde ist verkehrstechnisch recht gut erschlossen. Sie liegt an der Hauptstrasse von Bulle nach Château-d’Oex. Am 23. Juli 1903 wurde die Bahnlinie von Bulle nach Montbovon mit Bahnhöfen in Enney und Villars-sous-Mont sowie an der Abzweigung der Strasse nach Estavannens (2017 aufgehoben) in Betrieb genommen. Estavannens ist durch eine Buslinie der Transports publics fribourgeois, die von Bulle nach Grandvillard verkehrt, an das Netz des öffentlichen Verkehrs angebunden.

## Geschichte
Das Gemeindegebiet von Bas-Intyamon gehörte seit dem Mittelalter zur Grafschaft Greyerz. Nachdem der letzte Graf von Greyerz 1554 Konkurs gemacht hatte, kam das Gebiet 1555 unter die Herrschaft von Freiburg und wurde der Vogtei Greyerz zugeordnet. Nach dem Zusammenbruch des Ancien Régime (1798) gehörte Bas-Intyamon zunächst zur Präfektur und ab 1848 zum Bezirk Greyerz.
Am 5. Juni 2003 votierten die Stimmberechtigten der Gemeinden Enney, Estavannens und Villars-sous-Mont mit einer Ja-Mehrheit von 90 % für die Fusion ihrer Gemeinden. Mit Wirkung auf den 1. Januar 2004 entstand deshalb die neue Gemeinde Bas-Intyamon. Auch Grandvillard sollte ursprünglich zur Gemeinde Bas-Intyamon stossen. Dessen Bewohner lehnten die Fusion jedoch ab, weshalb Grandvillard eine politisch selbständige Gemeinde blieb.
Seit 2012 gehört die Gemeinde zum Parc naturel régional Gruyère Pays-d’Enhaut.